# IC 4737
IC 4737 је спирална галаксија у сазвјежђу Паун која се налази на листи објеката дубоког неба у Индекс каталогу.
Деклинација објекта је - 62° 35' 50" а ректасцензија 18h 39m 58,4s. Привидна величина (магнитуда) објекта IC 4737 износи 14,1 а фотографска магнитуда 15,0. IC 4737 је још познат и под ознакама ESO 103-42, IRAS 18352-6238, PGC 62222.